# En ha-Szofet
En ha-Szofet (hebr. עין השופט; ang. En HaShofet, lub także Ein HaShofet; pol. Źródło Sędziego) – kibuc położony w Samorządzie Regionu Megiddo, w Dystrykcie Północnym, w Izraelu. Członek Ruchu Kibuców (Ha-Tenu’a ha-Kibbucit).

## Położenie
Kibuc En ha-Szofet jest położony na wysokości od 250 do 280 metrów n.p.m. w północno-wschodniej części Wyżyny Manassesa, która oddziela Dolinę Jezreel od równiny przybrzeżnej, na północy Izraela. Na wschód od kibucu rozciągają się zalesione wzgórza, pomiędzy którymi przebiega wadi strumienia Gachar. Natomiast tereny położone na północ, południe i zachód od kibucu są uprawiane rolniczo i łagodnie opadają ku zachodowi. Na południe od osady znajdują się źródła strumienia Raz, na południowym zachodzie są źródła strumienia Nachal Dalijja, a na północnym zachodzie źródła strumienia Szelef. W otoczeniu En ha-Szofet znajduje się miejscowość Ma’ale Iron, kibuce Dalijja, Ramot Menasze, Ramat ha-Szofet, Miszmar ha-Emek, Megiddo i Galed, oraz moszaw Midrach Oz. Na południowy wschód od osady są tereny szkoleniowe bazy szkoleniowa Gadna Dżo’ara.
En ha-Szofet jest położony w Samorządzie Regionu Megiddo, w Poddystrykcie Jezreel, w Dystrykcie Północnym Izraela.

## Historia

Widok na okoliczne tereny

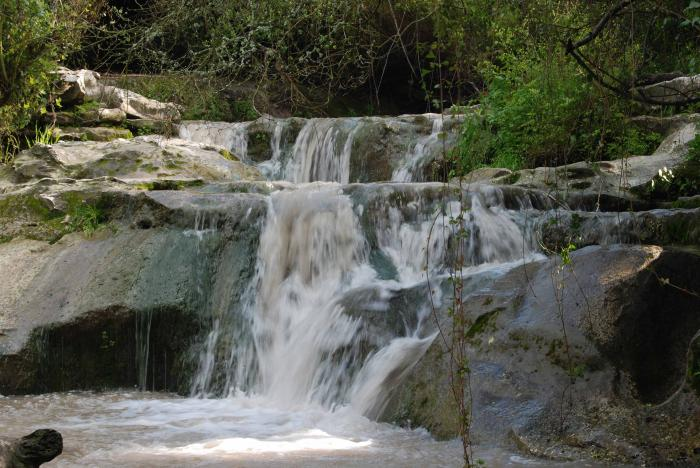
Jeden ze strumieni w okolicy kibucu En ha-Szofet

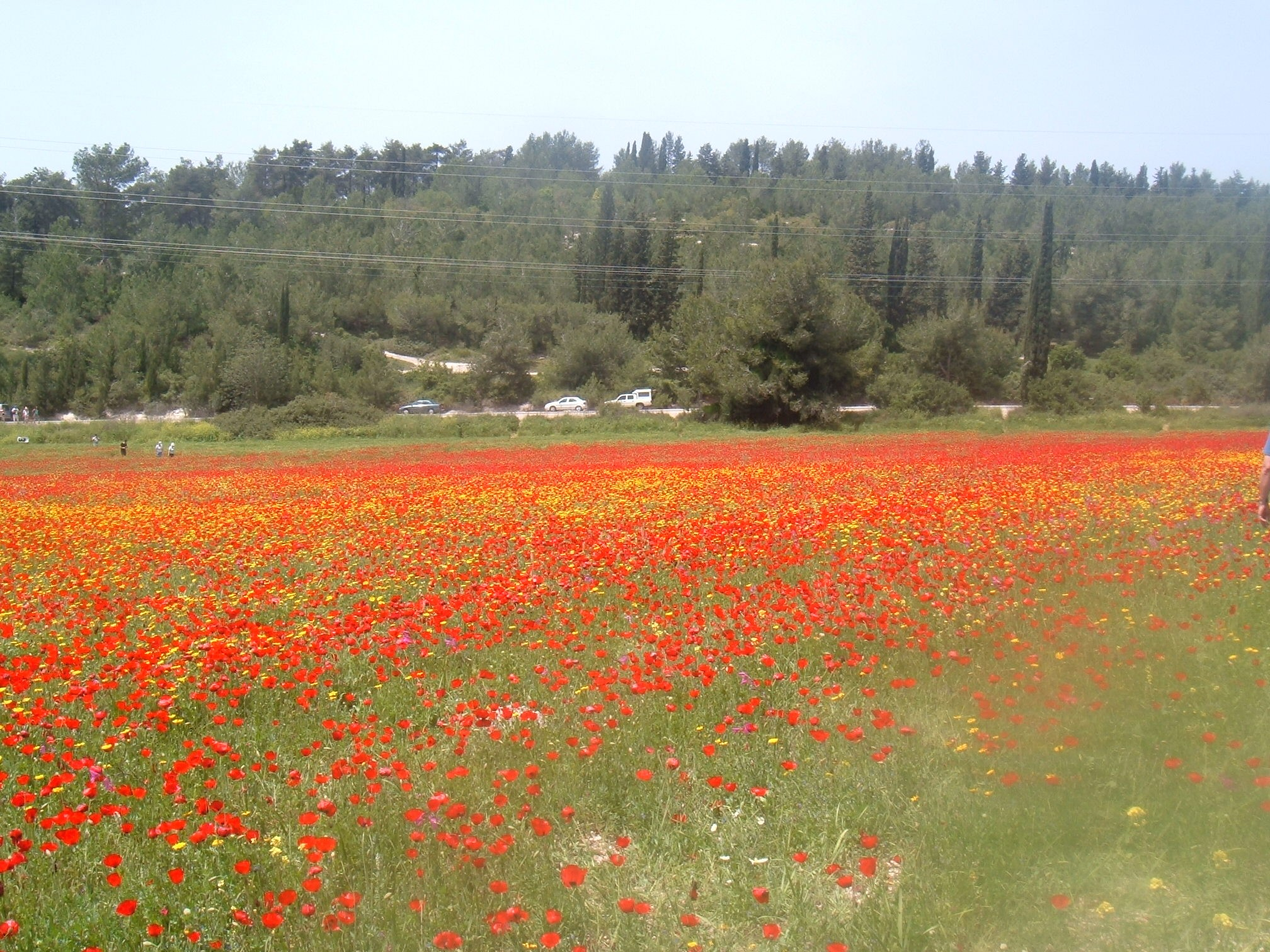
Kwitnące wiosną łąki przy kibucu En ha-Szofet

Pierwotnie w miejscu tym znajdowały się pola należące do arabskiej wioski Dalijat ar-Rauha. W wyniku I wojny światowej w 1918 roku cała Palestyna przeszła pod panowanie Brytyjczyków, który w 1921 roku utworzyli Brytyjski Mandat Palestyny. Umożliwiło to rozwój osadnictwa żydowskiego w Palestynie. W latach 30. XX wieku żydowskie organizacje syjonistyczne zaczęły wykupywać grunty na Wyżynie Manassesa.
Mniej więcej w tym samym czasie – w 1932 roku – zawiązała się grupa założycielska przyszłego kibucu En ha-Szofet. W jej skład weszli żydowscy imigranci z Polski i Ameryki Północnej, którzy byli członkami młodzieżowej organizacji syjonistycznej Ha-Szomer Ha-Cair. Przez pierwszych pięć lat mieszkali oni w kolonii Hadera, gdzie przechodzili szkolenie rolnicze i zdobywali potrzebnego doświadczenia. W 1937 roku udali się na północ i w dniu 5 lipca założyli swój własny kibuc na Wyżynie Manassesa. Został on nazwany En ha-Szofet (pol. Wiosna Sędziego) na cześć sędziego Sądu Najwyższego Stanów Zjednoczonych Louisa Brandeis (był pierwszym Żydem na tym stanowisku). Początkowo osada znajdowała się na wzgórzu Giwat Dżo’ara, na wschód od obecnego kibucu. Rok później przeniesiono go do obecnej lokalizacji. Była to typowa żydowska osada rolniczo-obronna, która posiadała wieżę obserwacyjną i obronną palisadę. Mieszkańcy kibucu poza pracą pełnili także obowiązki obrony osiedla. Podczas arabskiego powstania w Palestynie (1936–1939) kibuc był wielokrotnie atakowany przez arabskie milicje. Na początku kwietnia 1938 roku zamordowanych zostało dwóch mieszkańców En ha-Szofet. Od 1938 roku na wzgórzu Dżo’ara powstała główna baza szkoleniowa żydowskiej organizacji paramilitarnej Hagana. Lokalizacji tej sprzyjało izolowane położenie i stosunkowo niewielka obecność brytyjskich sił policyjnych w okolicy. Bardzo szybko powstała tutaj szkoła oficerów i instruktorów wojskowych Hagany. W latach 1938–1948 przeszkolenie przeszło ponad tysiąc oficerów, którzy później tworzyli podstawy Sił Obronnych Izraela.
W poszukiwaniu skutecznego rozwiązania narastającego konfliktu izraelsko-arabskiego w dniu 29 listopada 1947 roku została przyjęta Rezolucja Zgromadzenia Ogólnego ONZ nr 181. Zakładała ona między innymi, że kibuc En ha-Szofet miał znaleźć się w granicach nowo utworzonego państwa żydowskiego. Arabowie odrzucili tę rezolucję i dzień później doprowadzili do wybuchu wojny domowej w Mandacie Palestyny. Od samego początku wojny okoliczne wioski były wykorzystywane przez arabskie milicje, które sparaliżowały żydowską komunikację w całym regionie. W styczniu 1948 roku syjonistyczny działacz Josef Weitz wezwał do usunięcia mieszkańców z arabskich wiosek Dalijat ar-Rauha i al-Butajmat. W dniu 1 marca 1948 roku wioski zajęły siły żydowskiej Hagany i Irgunu. Wysiedlono wtedy ich mieszkańców. W dniu 4 kwietnia siły Arabskiej Armii Wyzwoleńczej zaatakowały pobliski kibuc Miszmar ha-Emek, rozpoczynając dziesięciodniową bitwę o Miszmar ha-Emek. Żydzi po odparciu napaści, zdołali przejść do kontrataku i 14 kwietnia zdobyli Dalijat ar-Rauha. Na początku czerwca wyburzono domy, aby w ten sposób uniemożliwić Arabom powrót do wsi. W wyniku I wojny izraelsko-arabskiej (1948–1949) cała okolica znalazła się w państwie Izrael, co umożliwiło dalszy stabilny rozwój kibucu En ha-Szofet.
W latach 1950–1967 tutejsza baza wojskowa Dżo’ara pełniła funkcję podstawowego ośrodka szkoleniowego Brygady Golani, a w 1970 roku przekształcono ją w ośrodek rekrutacji żołnierzy, w którym odbywało się podstawowe szkolenie praktyczne. W tym celu wykorzystywane są tereny ćwiczebne położone na południe od kibucu. Do bazy docierały grupy młodych Żydów z całego świata, którzy przechodzili szkolenie wojskowe. Nigdy nie zostali oni członkami Sił Obronnych Izraela, jednak poznawali dyscyplinę i praktyczną obsługę broni, a przy okazji zwiedzali Ziemię Izraela. Program ten był finansowany przez Agencję Żydowską. Sam kibuc jest rozbudowywany o nowe domy mieszkalne.

## Demografia
Większość mieszkańców kibucu jest Żydami, jednak nie wszyscy identyfikują się z judaizmem. Tutejsza populacja jest świecka:

## Gospodarka i infrastruktura
Gospodarka kibucu opiera się na intensywnym rolnictwie, hodowli bydła i drobiu. Pola uprawne zajmują powierzchnię 4000 hektarów, na których uprawia się pszenicę, bawełnę, oraz trawy i rośliny motylkowe na siano. Najważniejszą częścią sadu owocowego jest plantacja awokado, która zajmuje powierzchnię 360 akrów. Poza tym uprawia się śliwy, jabłonie, brzoskwinie, grusze i winorośl. Hodowla bydła koncentruje się na produkcji mlecznej. Stodoła liczy około 270 krów, które produkują około 3 mln litrów mleka rocznie. Druga stodoła licząca 750 krów jest nastawiona na produkcję mięsa. Każdego roku sprowadzanych jest około 1500 sztuk cieląt z Australii, Polski i innych krajów. Każde ciele jest tuczone przez pół roku, zanim przejdzie do rzeźni. Ferma drobiu daje produkcję 2300 ton mięsa rocznie. Drugą ważną gałęzią lokalnej gospodarki jest przemysł. Zakład Mivrag Cold Forming Technology jest światowej klasy dostawcą części samochodowych, głównie dla przemysłu motoryzacyjnego w Stanach Zjednoczonych. Odbiorcami części są między innymi General Motors, Volkswagen, Delphi Corporation i Opel. Firma Ein Hashofet Electric Industries produkuje systemy oświetleniowe. Współpracuje ona z fabryką w Europie, dzięki czemu mogła poszerzyć rynki zbytu. Ponadto zakład posiada linię produkcyjną przeznaczoną dla europejskiego przemysłu motoryzacyjnego. Trzecim tutejszym zakładem jest MAG, który produkuje podzespoły mechaniczne i elektromechaniczne dla przemysłu motoryzacyjnego. W kibucu znajduje się przychodnia zdrowia, sklep wielobranżowy oraz warsztat mechaniczny.

## Transport
Z kibucu wyjeżdża się na północ na drogę nr 6953, którą jadąc na wschód dojeżdża się do kibucu Miszmar ha-Emek i drogi nr 66 w Dolinie Jezreel. Jadąc drogą nr 6953 na zachód, dojeżdża się do skrzyżowania z drogą nr 6954 (prowadzi na północ do kibucu Ramat ha-Szofet) i dalej do skrzyżowania z drogą nr 672 przy kibucu Dalijja. Jadąc drogą nr 672 na południe dojeżdża się do kibucu Galed, lub jadąc na północ do wiosek komunalnych En ha-Emek i Eljakim oraz węzła drogowego z drogą ekspresową nr 70.

## Edukacja i kultura
Kibuc utrzymuje przedszkole. Znajduje się tutaj także szkoła podstawowa i szkoła średnia, do których są dowożone dzieci z okolicznych wiosek. Przy kibucu organizowane są kursy języka hebrajskiego (ulpan) dla imigrantów żydowskich z całego świata. W kibucu znajduje się ośrodek kultury z biblioteką. Przy bazie wojskowej Dżo’ara mieści się Muzeum Dżo’ara. Prezentuje ono historię organizacji wojskowych kursów szkoleniowych Hagany. Przypomina sylwetki najsłynniejszych izraelskich dowódców, którzy właśnie tutaj przechodzili szkolenie: Jicchak Sade, Jigal Allon, Mosze Dajan, Icchak Rabin, Me’ir Amit i Uzi Narkiss. W muzeum zgromadzono liczne pamiątki z tamtego okresu. Z obiektów sportowych w kibucu jest basen kąpielowy, sala sportowa z siłownią oraz boisko do piłki nożnej.

## Turystyka
Kibuc jest dobrym punktem wyjściowym do pieszych wycieczek po okolicznych wzgórzach. Obszar całej Wyżyny Menassesa stanowi od 2011 roku rezerwat biosfery UNESCO. Rezerwat biosfery obejmuje obszary zalesione, źródła strumieni, wzgórza wulkaniczne i stanowiska archeologiczne. Szczególnym miejscem jest położone na wschodzie wzgórze Dżo’ara. Rozciągające się za nim wzgórza są zalesione – znajdują się tutaj lasy Ja’ar Ha-Zorea i Ja’ar Ramot Manassesa. Wytyczono tutaj ścieżki edukacyjne oraz trasy rowerowe. W najciekawszych miejscach wybudowano miejsca piknikowe. Na południowy wschód od kibucu znajdują się jaskinie, w których odkryto pozostałości starożytnej nekropolii z ludzkimi szczątkami. Tereny bardziej na południe są wykorzystywane do jazdy samochodami terenowymi. Okresowo poruszanie się po tym obszarze jest ograniczone przez ćwiczenia lub szkolenia wojskowe, gdyż znajduje się tutaj duży poligon wojskowy, a dalej na południu jest strzelnica.